# Єва (округ)
Єва — округ у тихоокеанській країні Науру.     

## Географія
Розташований у північній частині острова, займає площу 1,2 км² і має населення 446 (2011).

## Відомі люди
- Маркус Стівен, президент Науру у 2007-2011 роках, а з 2003 року представляв Анетан і Єву у парламенті Науру.